# Anatolij Aljabjev
Anatolij Nikolajevitj Aljabjev (ryska: Анатолий Николаевич Алябьев), född 12 december 1951 i Arkhangelsk oblast, död 11 januari 2022 i Sankt Petersburg, var en sovjetrysk skidskytt. Han blev olympisk mästare vid distansloppet i Lake Placid 1980.
Han avled i januari 2022 i sviterna av covid-19.

## Meriter
Olympiska vinterspel
- 1980: 
  - Distans – guld
  - Stafett – guld
  - Sprint – brons

 Världsmästerskap
- 1981: Stafett – brons
- 1982: Stafett – brons

 Världscupen:
- Världscupen totalt
  - 1981: 3:a

### Fotnoter
1. ↑  Стали известны причины смерти олимпийского чемпиона Анатолия Алябьева (ryska)
2. ↑  ”Ronnie Adolfsson”. Sveriges olympiska kommitté. Arkiverad från originalet den 6 februari 2018. https://web.archive.org/web/20180206131422/http://sok.se/idrottare/idrottare/r/ronnie--adolfsson.html. Läst 5 februari 2018.